# 블랙 크랩
블랙 크랩(Svart krabba, Black Crab)은 스웨덴에서 제작된 아담 버그 감독의 2022년 액션 스릴러, 모험 영화이다. 누미 라파스 등이 주연으로 출연하였다.

## 출연

### 주연
- 누미 라파스
- 알리에테 옵하임
- 제이콥 오프테브로